# Arões (Vale de Cambra)
Arões is een plaats (freguesia) in de Portugese gemeente Vale de Cambra en telt 1952 inwoners (2001).